# Philodromus spinitarsis
Philodromus spinitarsis es una especie de araña cangrejo del género Philodromus, familia Philodromidae. Fue descrita científicamente por Simon en 1895.

## Distribución
Esta especie se encuentra en Rusia (Siberia del Sur, Lejano Oriente), China, Corea y Japón.